# Mr. Davis
| Recensione | Giudizio |
| ---------- | -------- |
| AllMusic   | [ 3 ]    |
|            | [ 4 ]    |
| Pitchfork  | 7.4/10   |

Mr. Davis è l'undicesimo album del rapper statunitense Gucci Mane, pubblicato il 13 ottobre 2017 per le etichette discografiche Atlantic Records, GUWOP e 1017. Si tratta del secondo lavoro pubblicato dal rapper nel 2017, anteceduto dal mixtape Droptopwop. Il disco vanta un cospicuo numero di collaborazioni con esponenti dell scena musicale rap e non, tra i quali: Nicki Minaj, Chris Brown, Migos, ASAP Rocky, Rico Love, Schoolboy Q, The Weeknd e tanti altri.

## Antefatti
Il rapper annunciò il nome dell'album, la track-list e la copertina il 27 agosto 2017, con annesso il pre-order per l'album.

## Promozione
Prima dell'uscita di Droptopwop, Gucci Mane aveva già pubblicato il primo singolo proveniente da Mr. Davis, Make Love, in collaborazione con la cantante Nicki Minaj, il 23 febbraio 2017. Il primo singolo ufficiale dell'album, Tone It Down, composto con il cantante e rapper Chris Brown, è stato pubblicato il 20 giugno.
Il 18 agosto, il giorno dopo l'annuncio dell'album, in collaborazione con i Migos, è stato pubblicato I Get the Bag come singolo promozionale dell'album, insieme al proprio video musicale.
Dal 5 settembre fu mandato in rotazione radiofonica come terzo singolo dell'album. Il 14 settembre, è stato pubblicato Curve, in collaborazione con il cantante The Weeknd, come singolo promozionale.

## Tracce
1. Work In Progress (Intro) – 2:25
2. Back On – 3:02
3. I Get the Bag (feat. Migos) – 3:53
4. Stunting Ain't Nuthin' (feat. Slim Jxmmi, Young Dolph) – 5:16
5. Curve (feat. The Weeknd) – 2:41
6. Enormous (feat. Ty Dolla Sign) – 4:04
7. Members Only – 3:14
8. Money Make Ya Handsome – 3:25
9. Changed (feat. Big Sean) – 3:52
10. We Ride (feat. Monica) – 3:44
11. Lil Story (Schoolboy Q) – 2:50
12. Tone It Down (feat. Chris Brown) – 3:38
13. Make Love (feat. Nicki Minaj) – 5:00
14. Money Pilling – 2:56
15. Jumped Out The Whip (feat. ASAP Rocky) – 3:36
16. Miss My Woe (Rico Love) – 4:18
17. Made It (Outro) – 3:13

## Formazione
Musicisti
- Gucci Mane – voce
- Migos – voci aggiuntive (traccia 3)
- Slim Jxmmi – voce aggiuntiva (traccia 4)
- Young Dolph – voce aggiuntiva (tracia 4)
- The Weeknd – voce aggiuntiva (traccia 5)
- Ty Dolla Sign – voce aggiuntiva (traccia 6)
- Big Sean – voce aggiuntiva (traccia 9)
- Monica – voce aggiuntiva (traccia 10)
- Schoolboy Q – voce aggiuntiva (traccia 11)
- Chris Brown – voce aggiuntiva (traccia 12)
- Nicki Minaj – voce aggiuntiva (traccia 13)
- ASAP Rocky – voce aggiuntiva (traccia 15)
- Rico Love – voce aggiuntiva (traccia 16)

Produzione
- Murda Beatz – produzione (traccia 1)
- Cubeatz – produzione (traccia 1)
- Zaytoven – produzione (tracce 2 e 17)
- Metro Boomin – produzione (tracce 3 e 15)
- Southside – produzione (tracce 3, 11, 13, 14 e 15), co-produzione (traccia 14)
- Mike Will Made It – produzione (traccia 4)
- Myles Harris – produzione (traccia 4)
- Nav – produzione (traccia 5)
- Frost – co-produzione (traccia 5)
- OG Parker – produzione (traccia 6)
- TM88 – produzione (tracce 6 e 14)
- Rex Kudo – produzione (traccia 6)
- Key Wane – produzione (traccia 9)
- Danja – produzione (traccia 10), co-produzione (traccia 16)
- Rico Love – produzione (traccia 10)
- DY – co-produzione (traccia 11)
- Cardiak – produzione (traccia 12)
- Hitmaka – produzione (traccia 12)
- Chris Bosh – produzione (traccia 16)

Comparto tecnico
- Colin Sing – mastering
- Kori Anders – missaggio (tracce 1, 2, 5, 9, 11, 12, 14 e 17)
- Eddie "eMIX" Hernàndez – registrazione (tracce 2, 3, 5 e 17)
- Jaycen Joshua – missaggio (tracce 12 e 13)
- Chad Roper – registrazione (tracce 10 e 16)
- Marcella "Ms Lago" Araica – missaggio (traccia 10)
- Chad Jolley – registrazione aggiuntiva (tracce 10 e 16)
- Dana Rixhard – registrazione (traccia 16)
- Nathan Burgess – registrazione (traccia 16)
- Niko Marzouca – missaggio (traccia 16)
- Robert Marks – missaggio (traccia 16)